# Allotrichoma schumanni
Allotrichoma schumanni är en tvåvingeart som beskrevs av Papp 1974. Allotrichoma schumanni ingår i släktet Allotrichoma och familjen vattenflugor. Inga underarter finns listade i Catalogue of Life.